# Stefan Mitrović (ur. sierpień 2002)
Stefan Mitrović (cyr. Стефан Митровић, ur. 15 sierpnia 2002 w Kruševacu) – serbsko-kanadyjski piłkarz, grający na pozycji ofensywnego pomocnika w Radnički Nisz. Młodzieżowy reprezentant Serbii.

## Klub
Zaczynał karierę w klubie Radnički Nisz. W nim zadebiutował 23 listopada 2019 roku w meczu przeciwko Crvena Zvezda Belgrad (0:2 dla klubu ze stolicy). Wszedł na boisko w 87. minucie, zastąpił Nikolę Čumicia.  Pierwszego gola i asystę strzelił i zaliczył 7 czerwca 2020 roku w meczu przeciwko FK Rad Belgrad (4:3 dla klubu Mitrovicia). Gola strzelił w 55. minucie, asystował przy golu w 86. minucie. Łącznie do 8 lipca 2022 roku zagrał 55 meczów, strzelił 13 goli i miał 3 asysty.

## Reprezentacja
Zagrał jeden mecz w kadrze U-20.
W reprezentacji U-21 zagrał 5 spotkań i strzelił 2 gole.